# Šparoga
Šparoga (šparožina, lat. Asparagus), najvažniji biljni rod u porodici šparogovki (Asparagaceae) i redu šparogolike (Asparagales). Najpoznatije su vrste, oštrolisna ili divlja šparoga (Asparagus acutifolius), na cijeni kao delikatesa, te tankolisna (A. tenuifolius Lam.), morska (A. maritimus (L.) Mill.) i ljekovita šparoga (A. officinalis L.), od kojih su sve prisutna u hrvatskoj, no njihov broj vrsti iznosi preko 200.
Rod šparoga rasprostranjen je poglavito po tropskoj Africi, a znatno manje po Sredozemlju i Aziji. To su zelene trajnice ili grmovi iz čijeg se podanka razvija uspravna ili povijena stabljika. najčešće razgranjena. Cvjetovi su pojedinačni ili u cvatovima, zvonastog oblika, dvospolni ili jednospolni. Listovi su mali, ljuskasti ili kožasti, a plod je boba s jednom ili nekoliko sjemenaka. 

## Vrste
1. Asparagus acicularis F.T.Wang & S.C.Chen
2. Asparagus acocksii Jessop
3. Asparagus acutifolius L.
4. Asparagus adscendens Roxb.
5. Asparagus aethiopicus L.
6. Asparagus africanus Lam.
7. Asparagus aggregatus (Oberm.) Fellingham & N.L.Mey.
8. Asparagus albus L.
9. Asparagus alopecurus (Oberm.) Malcomber & Sebsebe
10. Asparagus altiscandens Engl. & Gilg
11. Asparagus altissimus Munby
12. Asparagus angulofractus Iljin
13. Asparagus angusticladus (Jessop) J.-P.Lebrun & Stork
14. Asparagus aphyllus L.
15. Asparagus arborescens Willd. ex Schult. & Schult.f.
16. Asparagus aridicola Sebsebe
17. Asparagus asiaticus L.
18. Asparagus asparagoides (L.) Druce
19. Asparagus aspergillus Jessop
20. Asparagus azerbaijanensis Hamdi & Assadi
21. Asparagus baumii Engl. & Gilg.
22. Asparagus bayeri (Oberm.) Fellingham & N.L.Mey.
23. Asparagus benguellensis Baker
24. Asparagus bequaertii De Wild.
25. Asparagus biflorus (Oberm.) Fellingham & N.L.Mey.
26. Asparagus botschantzevii Vlassova
27. Asparagus botswanicus Sebsebe
28. Asparagus brachiatus Thulin
29. Asparagus brachyphyllus Turcz.
30. Asparagus breslerianus Schult. & Schult.f.
31. Asparagus buchananii Baker
32. Asparagus bucharicus Iljin
33. Asparagus burchellii Baker
34. Asparagus burjaticus Peschkova
35. Asparagus calcicola H.Perrier
36. Asparagus capensis L.
37. Asparagus capitatus Baker
38. Asparagus chimanimanensis Sebsebe
39. Asparagus clareae (Oberm.) Fellingham & N.L.Mey.
40. Asparagus cochinchinensis (Lour.) Merr.
41. Asparagus coddii (Oberm.) Fellingham & N.L.Mey.
42. Asparagus concinnus (Baker) Kies
43. Asparagus confertus K.Krause
44. Asparagus coodei P.H.Davis
45. Asparagus crassicladus Jessop
46. Asparagus curillus Buch.-Ham. ex Roxb.
47. Asparagus dauricus Fisch. ex Link
48. Asparagus declinatus L.
49. Asparagus deflexus Baker
50. Asparagus densiflorus (Kunth) Jessop
51. Asparagus denudatus (Kunth) Baker
52. Asparagus devenishii (Oberm.) Fellingham & N.L.Mey.
53. Asparagus divaricatus (Oberm.) Fellingham & N.L.Mey.
54. Asparagus drepanophyllus Welw. ex Baker
55. Asparagus duchesnei L.Linden
56. Asparagus dumosus Baker
57. Asparagus edulis (Oberm.) J.-P.Lebrun & Stork
58. Asparagus elephantinus S.M.Burrows
59. Asparagus equisetoides Welw. ex Baker
60. Asparagus exsertus (Oberm.) Fellingham & N.L.Mey.
61. Asparagus exuvialis Burch.
62. Asparagus falcatus L.
63. Asparagus fallax Svent.
64. Asparagus fasciculatus Thunb.
65. Asparagus faulkneri Sebsebe
66. Asparagus ferganensis Vved.
67. Asparagus filicinus Buch.-Ham. ex D.Don
68. Asparagus filicladus (Oberm.) Fellingham & N.L.Mey.
69. Asparagus filifolius Bertol.
70. Asparagus flagellaris (Kunth) Baker
71. Asparagus flavicaulis (Oberm.) Fellingham & N.L.Mey.
72. Asparagus fouriei (Oberm.) Fellingham & N.L.Mey.
73. Asparagus fractiflexus (Oberm.) Fellingham & N.L.Mey.
74. Asparagus fysonii J.F.Macbr.
75. Asparagus gharoensis Blatt.
76. Asparagus glaucus Kies
77. Asparagus gobicus N.A.Ivanova ex Grubov
78. Asparagus gonoclados Baker
79. Asparagus graniticus (Oberm.) Fellingham & N.L.Mey.
80. Asparagus greveanus H.Perrier
81. Asparagus griffithii Baker
82. Asparagus gypsaceus Vved.
83. Asparagus hajrae Kamble
84. Asparagus hirsutus S.M.Burrows
85. Asparagus homblei De Wild.
86. Asparagus horridus L.
87. Asparagus humilis Engl.
88. Asparagus inderiensis Blume ex Ledeb.
89. Asparagus intricatus (Oberm.) Fellingham & N.L.Mey.
90. Asparagus juniperoides Engl.
91. Asparagus kaessneri De Wild.
92. Asparagus kansuensis F.T.Wang & Tang ex S.C.Chen
93. Asparagus karthikeyanii (Kamble) M.R.Almeida
94. Asparagus katangensis De Wild. & T.Durand
95. Asparagus khorasanensis Hamdi & Assadi
96. Asparagus kiusianus Makino
97. Asparagus kraussianus (Kunth) J.F.Macbr.
98. Asparagus krebsianus (Kunth) Jessop
99. Asparagus laevissimus Steud. ex Baker
100. Asparagus laricinus Burch.
101. Asparagus lecardii De Wild.
102. Asparagus ledebourii Miscz.
103. Asparagus leptocladodius Chiov.
104. Asparagus lignosus Burm.f.
105. Asparagus longicladus N.E.Br.
106. Asparagus longiflorus Franch.
107. Asparagus longipes Baker
108. Asparagus lycaonicus P.H.Davis
109. Asparagus lycicus P.H.Davis
110. Asparagus lycopodineus (Baker) F.T.Wang & Tang
111. Asparagus lynetteae (Oberm.) Fellingham & N.L.Mey.
112. Asparagus macowanii Baker
113. Asparagus macrorrhizus Pedrol, J.J.Regalado & López Encina
114. Asparagus madecassus H.Perrier
115. Asparagus mahafalensis H.Perrier
116. Asparagus mairei H.Lév.
117. Asparagus mariae (Oberm.) Fellingham & N.L.Mey.
118. Asparagus maritimus (L.) Mill.
119. Asparagus meioclados H.Lév.
120. Asparagus merkeri K.Krause
121. Asparagus microraphis (Kunth) Baker
122. Asparagus migeodii Sebsebe
123. Asparagus minutiflorus (Kunth) Baker
124. Asparagus mollis (Oberm.) Fellingham & N.L.Mey.
125. Asparagus monophyllus Baker
126. Asparagus mozambicus Kunth
127. Asparagus mucronatus Jessop
128. Asparagus multituberosus R.A.Dyer
129. Asparagus munitus F.T.Wang & S.C.Chen
130. Asparagus myriacanthus F.T.Wang & S.C.Chen
131. Asparagus natalensis (Baker) J.-P.Lebrun & Stork
132. Asparagus neglectus Kar. & Kir.
133. Asparagus nelsii Schinz
134. Asparagus nesiotes Svent.
135. Asparagus nodulosus (Oberm.) J.-P.Lebrun & Stork
136. Asparagus officinalis L.
137. Asparagus oligoclonos Maxim.
138. Asparagus oliveri (Oberm.) Fellingham & N.L.Mey.
139. Asparagus ovatus T.M.Salter
140. Asparagus oxyacanthus Baker
141. Asparagus pachyrrhizus N.A.Ivanova ex N.V.Vlassova
142. Asparagus palaestinus Baker
143. Asparagus pallasii Miscz.
144. Asparagus pastorianus Webb & Berthel.
145. Asparagus pearsonii Kies
146. Asparagus pendulus (Oberm.) J.-P.Lebrun & Stork
147. Asparagus penicillatus H.Hara
148. Asparagus persicus Baker
149. Asparagus petersianus Kunth
150. Asparagus plocamoides Webb ex Svent.
151. Asparagus poissonii H.Perrier
152. Asparagus prostratus Dumort.
153. Asparagus przewalskyi N.A.Ivanova ex Grubov & T.V.Egorova
154. Asparagus pseudoscaber Grecescu
155. Asparagus psilurus Welw. ex Baker
156. Asparagus punjabensis J.L.Stewart
157. Asparagus pygmaeus Makino
158. Asparagus racemosus Willd.
159. Asparagus radiatus Sebsebe
160. Asparagus ramosissimus Baker
161. Asparagus recurvispinus (Oberm.) Fellingham & N.L.Mey.
162. Asparagus retrofractus L.
163. Asparagus richardsiae Sebsebe
164. Asparagus rigidus Jessop
165. Asparagus ritschardii De Wild.
166. Asparagus rogersii R.E.Fr.
167. Asparagus rottleri Baker
168. Asparagus rubicundus P.J.Bergius
169. Asparagus rubricaulis (Kunth) Baker
170. Asparagus sapinii De Wild.
171. Asparagus sarmentosus L.
172. Asparagus saundersiae Baker
173. Asparagus scaberulus A.Rich.
174. Asparagus scandens Thunb.
175. Asparagus schoberioides Kunth
176. Asparagus schroederi Engl.
177. Asparagus schumanianus Schltr. ex H.Perrier
178. Asparagus scoparius Lowe
179. Asparagus sekukuniensis (Oberm.) Fellingham & N.L.Mey.
180. Asparagus setaceus (Kunth) Jessop
181. Asparagus sichuanicus S.C.Chen & D.Q.Liu
182. Asparagus simulans Baker
183. Asparagus spinescens Steud. ex Schult. & Schult.f.
184. Asparagus squarrosus J.A.Schmidt
185. Asparagus stellatus Baker
186. Asparagus stipulaceus Lam.
187. Asparagus striatus (L.f.) Thunb.
188. Asparagus suaveolens Burch.
189. Asparagus subfalcatus De Wild.
190. Asparagus subscandens F.T.Wang & S.C.Chen
191. Asparagus subulatus Thunb.
192. Asparagus sylvicola S.M.Burrows
193. Asparagus taliensis F.T.Wang & Tang ex S.C.Chen
194. Asparagus tamariscinus N.A.Ivanova ex Grubov
195. Asparagus tenuifolius Lam.
196. Asparagus tibeticus F.T.Wang & S.C.Chen
197. Asparagus touranensis Hamdi & Assadi
198. Asparagus transvaalensis (Oberm.) Fellingham & N.L.Mey.
199. Asparagus trichoclados (F.T.Wang & Tang) F.T.Wang & S.C.Chen
200. Asparagus trichophyllus Bunge
201. Asparagus turkestanicus Popov
202. Asparagus uhligii K.Krause
203. Asparagus umbellatus Link
204. Asparagus umbellulatus Bresler
205. Asparagus undulatus (L.f.) Thunb.
206. Asparagus usambarensis Sebsebe
207. Asparagus vaginellatus Bojer ex Baker
208. Asparagus verticillatus L.
209. Asparagus virgatus Baker
210. Asparagus volubilis (L.f.) Thunb.
211. Asparagus vvedenskyi Botsch.
212. Asparagus warneckei (Engl.) Hutch.
213. Asparagus yanbianensis S.C.Chen
214. Asparagus yanyuanensis S.C.Chen